# Rhinorhynchus halli
Rhinorhynchus halli là một loài bọ cánh cứng trong họ Nemonychidae. Loài này được Kuschel miêu tả khoa học đầu tiên năm 2003.